# Eldar Rjazanov
Eldar Alexandrovič Rjazanov, rusky Эльда́р Алекса́ндрович Ряза́нов (18. listopadu 1927, Samara – 30. listopadu 2015, Moskva) byl ruský a sovětský filmový režisér. Proslavil se především svými satirickými komediemi (Služební román, Garáž, Nádraží pro dva). Často tvořil spolu s dramatikem Emilem Braginskim.„“